# ژیرایر بوغوسیان
ژیرایر تِوانی بوغوسیان (ارمنی: Ժիրայր Թևանի Պողոսյան؛ زادهٔ ۱۶ فوریهٔ ۱۹۵۹) از ۱۵ ژوئن ۱۹۹۸ – ۳۰ ژوئن ۱۹۹۹ میلادی نخست‌وزیر جمهوری آرتساخ بود. وی متأهل است و دو فرزند دارد.